# Jocelyne LaGarde
Jocelyne LaGarde (Tahiti, 1924 – Papeete, 12 settembre 1979) è stata un'attrice francese, nota per la sua apparizione nel film Hawaii (1966).

## Biografia
Il film drammatico Hawaii (1966) all'epoca era stato un blockbuster, un film ad alto costo di produzione che narra la storia di missionari occidentali che nel XIX secolo portano il Cristianesimo presso le isole native. Jocelyne LaGarde, nativa della Polinesia francese, precisamente di Tahiti, aveva tutti i requisiti fisici per interpretare uno dei personaggi chiave del film. Tuttavia non aveva mai recitato prima e non sapeva parlare inglese, conosceva infatti solo la propria lingua locale e il francese. Nonostante ciò, la produzione la volle per il film e la affidò a un esperto che l'aiutasse a imparare foneticamente i dialoghi che avrebbe interpretato.
Jocelyne LaGarde interpretò la regina Malama e, combinando la sua personalità con la sua prestanza fisica (136 kg), il risultato fu una presenza scenica imponente. La sua interpretazione piacque anche all'industria cinematografica americana: la Hollywood Foreign Press Association le conferì il Golden Globe per la migliore attrice non protagonista e, poco dopo, venne candidata al premio Oscar alla miglior attrice non protagonista.
Hawaii fu l'unico film interpretato dalla LaGarde, che vanta il primato di essere la sola attrice nella storia del cinema ad esser stata candidata all'Oscar per la sua unica apparizione come interprete sul grande schermo. Nella versione italiana del film la LaGarde è doppiata da Lydia Simoneschi, ma la sua voce originale è mantenuta nelle battute pronunciate in hawaiano.
Si ritirò e morì nella sua casa a Papeete il 12 settembre 1979.

## Doppiatrici italiane
- Lydia Simoneschi in Hawaii

## Riconoscimenti
Premi Oscar 1967 – Candidatura all'Oscar alla miglior attrice non protagonista per Hawaii